# كريستيان يوهانسون
كريستيان يوهانسون (بالنرويجية: Kristian Johansson)‏ (و. 1907 – 1984 م) هو متزلج قفز، ومتزحلق نوردي مزدوج نرويجي، ولد في أسكر، توفي في أوسلو، عن عمر يناهز 77 عاماً.

## روابط خارجية
- كريستيان يوهانسون على موقع الاتحاد الدولي للتزلج (القفز التزلجي) (الإنجليزية)
- كريستيان يوهانسون على موقع الاتحاد الدولي للتزلج (التزلج النوردي المزدوج) (الإنجليزية)